# Aeroportul Damazin
Aeroportul Damazin (IATA: RSS, ICAO: HSDZ) este un aeroport din Ad-Damazin, Statul Nilul Albastru, Sudan ce deservește zona Ad-Damazin.
Situat la o altitudine de 482 m, aeroportul dispune de o singură pistă.